# Liste von Software für automatisierte Softwaretests
Diese Liste umfasst Werkzeuge und Frameworks zum automatisierten Testen von Software.

## Liste

### Werkzeuge
- AutoIt – Werkzeug zur Automation von Windows-Abläufen oder Windows-Applikationen
- ContinoProva – Software-Werkzeug für das automatisierte Testen von eingebetteter Software. Es integriert als Framework verschiedene Hard- und Softwarewerkzeuge für den automatisierten Test.
- eCATT – Werkzeug von SAP speziell für SAP-Anwendungen
- ecu.test – Testautomatisierungswerkzeug für Funktions- und Systemtests für Steuergerätesoftware im Automotiveumfeld
- EXAM – Werkzeug zur grafischen Entwicklung von Testfällen für Automobilanwendungen
- expecco – Tool zur Testautomatisierung mit graphischer Modellierung, Ausführung und Auswertung von Soft- und Hardwaretests
- JMeter – Testwerkzeug für Lasttest
- Micro Focus UFT – ehemals HP UFT und HP QTP, Testwerkzeug zur Automatisierung von GUI-Applikationen
- Postman – Werkzeug für Webservice-Tests
- QF-Test – ein Testwerkzeug für die Automatisierung von Java- und Web-Anwendungen mit grafischer Benutzeroberfläche (GUI)
- Sahi Pro – GUI-Testautomatisierungssoftware für Webanwendungen, mobile Anwendungen (nativ und hybrid iOS/Android) und Desktop-Anwendungen
- Step CI – Open-source Lösung für API-Test Automatisierung
- SoapUI – Werkzeug für Webservice-Tests
- TestComplete – Testwerkzeug von Smartbear für den Test von GUI-Applikationen, Webanwendungen und mobilen Anwendungen
- TOSCA Testsuite – beinhaltet ein integriertes Testmanagement, eine grafische Benutzeroberfläche (GUI) und eine Anwendungsprogrammierschnittstelle (API)
- TPT – Time Partition Testing: eine Methode und Werkzeug für den automatischen systematischen modellbasierten Test von Steuerungs- und Regelsystemen
- WinRunner – ehemaliges automatisches GUI-Testwerkzeug für Windows (per Add-Ins auch für andere Anwendungen z. B. in Java)

### Frameworks
- Selenium ist ein Framework für automatisierte Tests von Webanwendungen im Browser
- Fit – Framework for Integrated Test, Weiterentwicklung wurde in neuem Werkzeug FitNesse betrieben, Wiki und gleichzeitig Framework für Akzeptanztest
- Robot Framework – generisches Framework zur Durchführung von automatisierten Softwaretests mit einem Schwerpunkt auf Akzeptanztests
- Playwright ist ein Framework für automatisierte Tests von Webanwendungen im Browser